# Sandfinger
Sandfinger (Pelonaia corrugata) är en sjöpungsart som beskrevs av Harry D.S. Goodsir och Forbes 1841. Sandfinger ingår i släktet Pelonaia och familjen Styelidae. Enligt den svenska rödlistan är arten sårbar i Sverige. Arten förekommer i Götaland. Artens livsmiljö är havet. Inga underarter finns listade i Catalogue of Life.